# Dariusz Wojtasik
Dariusz Wojtasik (ur. 1970 w Szczecinie) – polski inżynier, doktor nauk rolniczych, urzędnik państwowy, w latach 2007–2008 wiceprezes i 2008–2009 prezes Agencji Restrukturyzacji i Modernizacji Rolnictwa.
Ukończył studia magisterskie na Akademii Rolniczej w Szczecinie. W 2001 na Wydziale Kształtowania Środowiska i Rolnictwa tejże uczelni uzyskał stopień doktora nauk rolniczych na podstawie rozprawy Wpływ deszczowania i nawożenia mineralnego na plonowanie wybranych odmian jarego jęczmienia browarnego i pastewnego i od 1996 do 2003 tam wykładał. W 2003 został zastępcą dyrektora Departamentu Funduszy Strukturalnych i Pomocowych Zintegrowanego Programu Operacyjnego Rozwoju Regionalnego 2004–2006 w Urzędzie Marszałkowskim Województwa Mazowieckiego. W 2007 objął stanowisko wicedyrektora ds. Regionalnego Programu Operacyjnego 2007–2013. Od 8 grudnia 2007 do 23 stycznia 2008 był wiceprezesem, a następnie do 23 marca 2009 prezesem ARiMR.